# Galleria Parmeggiani
La Galleria Anna e Luigi Parmeggiani è un museo di Reggio Emilia che contiene una collezione di mobili, dipinti e tessuti, unione di tre differenti collezioni, raccolta tra fine XIX e l'inizio del XX secolo dall'eclettico Luigi Parmeggiani (1860 –1945) e conservata nel fantasioso edificio gotico-rinascimentale, di stile francese e spagnolo, fatto appositamente costruire dal Parmeggiani nel 1924 per contenere la sua galleria d'arte.
Attualmente la Galleria Parmeggiani fa parte del circuito dei Musei Civici di Reggio Emilia, e si può interpretare come un esempio di casa-museo dell'Ottocento.

## Storia
Luigi Parmeggiani tornò a Reggio Emilia, la sua città natale, nel 1924, con l’intenzione di stabilirsi con la moglie a seguito di alcuni problemi economici a Parigi.

Parmeggiani comprò l’edificio ad angolo di Piazza della Vittoria nello stesso anno; l’idea originale prevedeva anche l’acquisto dell’intero isolato con l’intenzione di costruire un circuito museale in grado di ospitare i coniugi e la loro collezione. 
Il cantiere iniziò immediatamente sul progetto dell’ingegnere reggiano Ascanio Ferrari. 

La forma del palazzo è liberamente ispirata al reliquario Marcy presente nella collezione dei gioielli.
Già nel 1926, quattro sale del palazzo erano state aperte al pubblico non solo come museo privato ma anche come centro multiculturale; infatti al loro interno i coniugi ospitavano raccolte di artigianato, conferenze sull’arte e concerti.

Nel 1932 Luigi Parmeggiani ha un tracollo economico che lo costringe a rinunciare al suo obiettivo di ristrutturare l’intero isolato e a regalare l’edificio al comune, in cambio di uno stipendio mensile per sé e la moglie.
Il museo diventa quindi proprietà del Comune di Reggio Emilia e viene aperto al pubblico come tale il 18 giugno 1933.
Parmeggiani cura l’esposizione personalmente fino al 1945, anno della sua morte; gli succede la moglie Anne che gestisce la Galleria fino alla sua scomparsa nel 1954.

Al 1968 la Galleria è ormai stata dimenticata e in un evidente stato di declino, avendo anche subito qualche furto negli anni.
L’anno stesso il nuovo direttore dei Musei Civici di Reggio Emilia, Giancarlo Ambrosetti, fa iniziare la ristrutturazione dell’edificio.
Nel giugno del 1988, la Galleria Parmeggiani è riaperta al pubblico.
Il secondo piano, che in passato fungeva da appartamento ad Anne e Luigi Parmeggiani, adesso è adibito a spazio espositivo per mostre temporanee.

## L’edificio

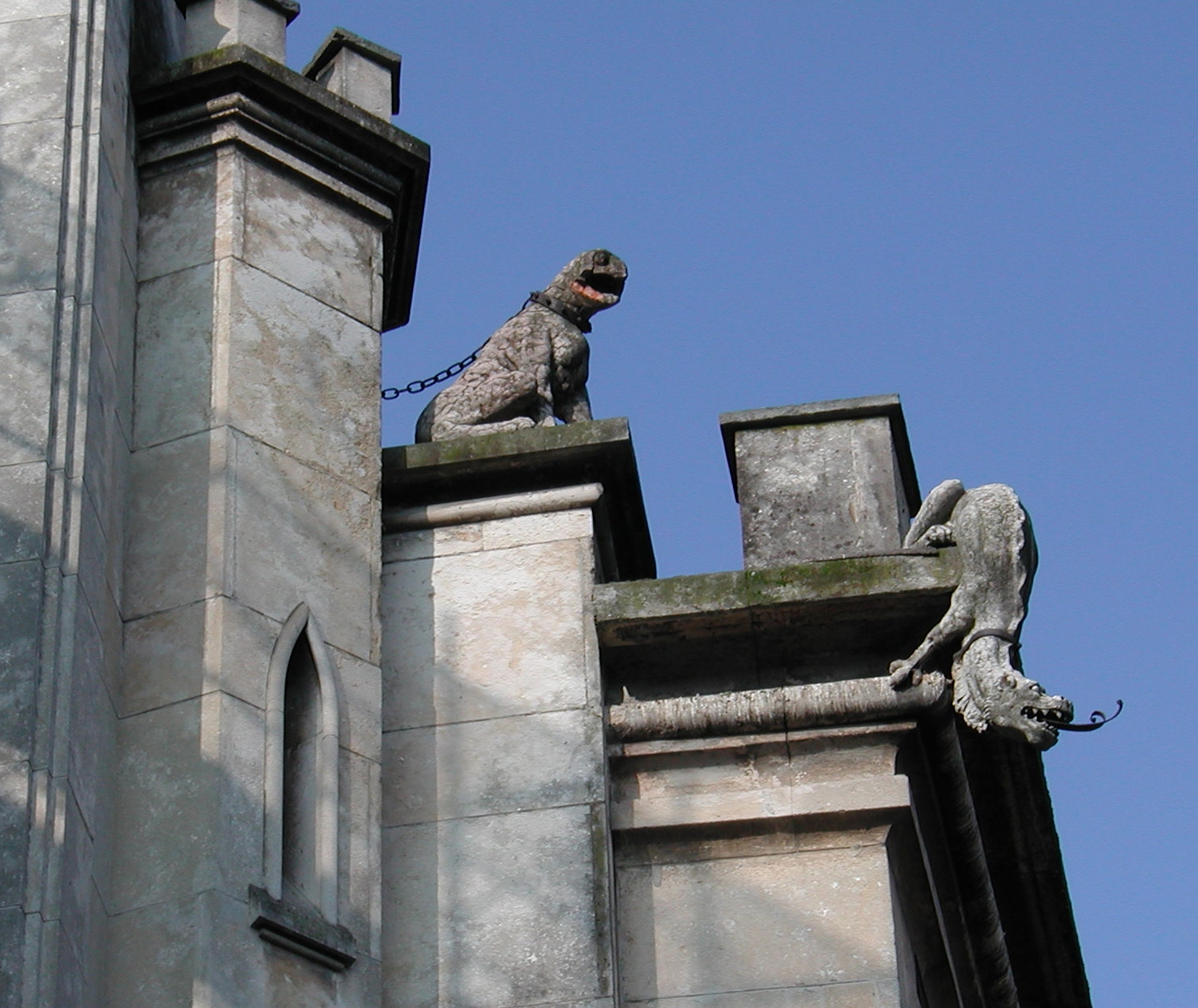
Dettaglio dei gargoyle pseudo-gotici della Galleria Parmeggiani

Il palazzo presenta una particolare architettura di ispirazione neomedievale, con guglia e decorazioni gotiche, frutto del gusto eclettico dell’epoca.
La facciata del palazzo si caratterizza per la presenza di 7 mostri, alcuni di questi veri e propri gargoyle, che pendono dagli spalti.
Negli scudetti che decorano le finestre si trovano rappresentati con bassorilievi alcuni oggetti della collezione.
Quattro busti di artisti fungono da guardiani all’edificio: Raffaello, Michelangelo, Leonardo e Cellini.
Interessante il dettaglio del para angolo con l’aspetto di Invidia, composto da corpo in marmo e testa in bronzo.
Il portone legnoso rosso presenta un portale recante la scritta “lo que tenemos fallece y el bien obrar no perece” (“ciò che possediamo muore e le buone azioni non periscono”) che proviene dal palazzo del XV secolo Mosén Sorell di Valencia.

## Le collezioni

### La collezione Marcy
La collezione Marcy è composta da due sale al cui interno sono conservate rispettivamente le armi e i gioielli realizzati dalla bottega Marcy.
Molti dei manufatti custoditi all’interno di ambedue le sale sono pastiches o creazioni originali del XIX secolo.
Un esempio di pastiche è l’archibuso a ruota, composto di elementi di secoli e provenienza diversi con l’aggiunta di interventi della bottega Marcy.
Tra i gioielli invece si ricorda un busto reliquiario in forme francesi del XV secolo, creazione interamente originale della bottega Marcy, con applicazioni a niello.
Il personaggio ritratto, identificato come Santa Elisabetta, mostra un’espressione già presente in altre oreficerie della collezione. Tuttavia, presenta alcuni errori storici che permettono di ricondurre alla non autenticità dell’opera.

### La Collezione Escosura

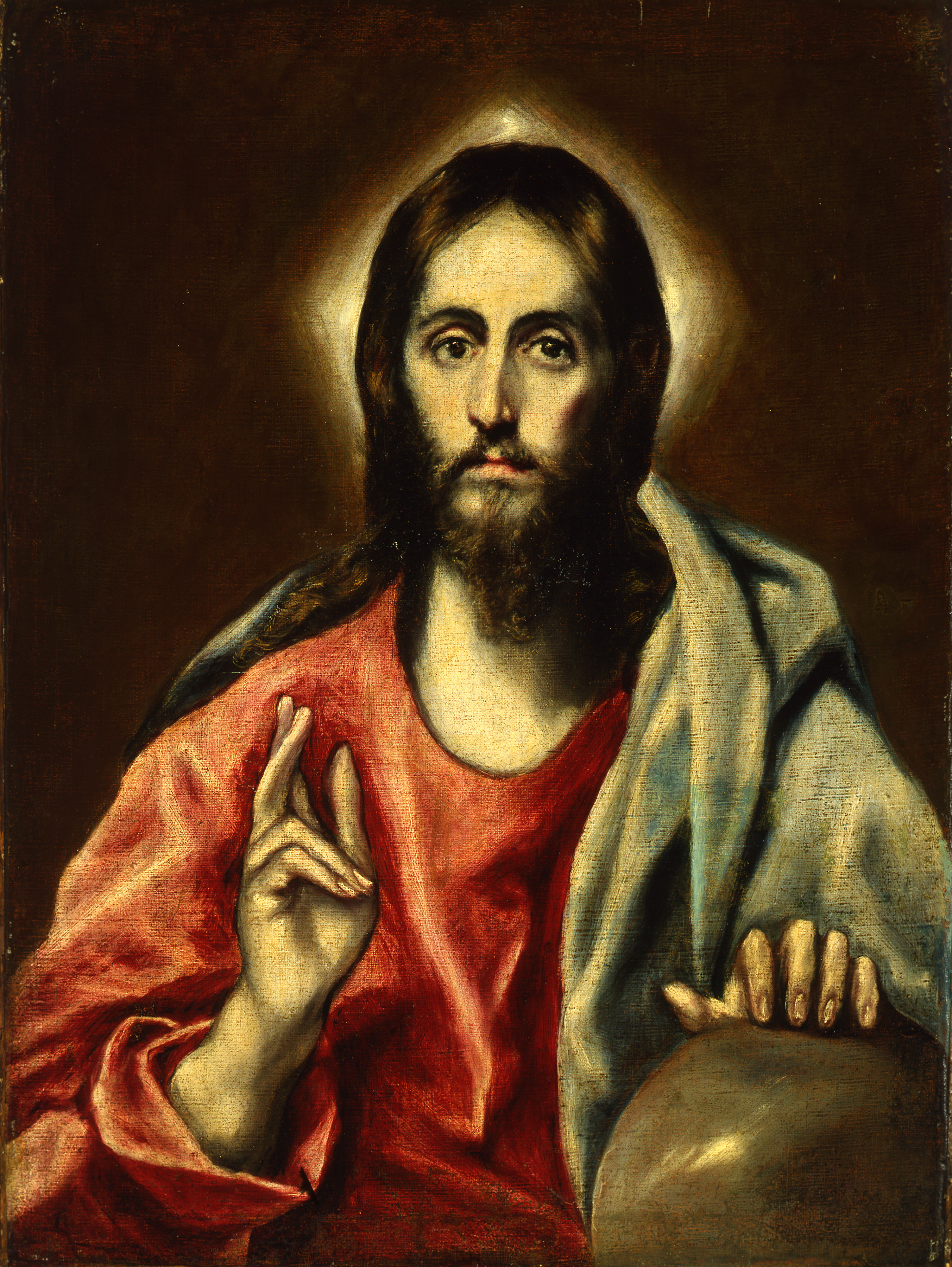
Il Salvatore benedicente di El Greco

La collezione personale del pittore e antiquario Ignacio Leon y Escosura.
Comprende una raccolta di tessuti, abiti, arredi e dipinti di scuola spagnola, fiamminga e francese; sono anche conservate le opere storiche di Escosura stesso.
Molti dei tessuti e degli abiti hanno subito pesanti modificazioni proprio dalle mani di quest'ultimo, che li usava come ambientazione per i suoi dipinti storici.
Il quadro più degno di nota è sicuramente Il Salvatore benedicente, attribuito ad El Greco. 
Il salone centrale, dove Parmeggiani esponeva i lavori da lui considerati più pregiati, presenta ad esempio il trittico Madonna in trono con bambino della Scuola di Bruges, forse riconducibile ad un seguace di Hans Memling e attribuito a Jan Van Eyck da Parmeggiani; Ritratto del principe Baltasar Carlos di Sebastián Herrera Barnuevo, spacciato per un quadro di Velázquez.
Parmeggiani era infatti noto per falsificare le origini di molte opere.

### La Collezione Detti
La collezione Detti comprende i dipinti di Cesare Detti.
Parmeggiani è entrato in possesso delle opere sposando la figlia di quest’ultimo, Blanche Leontine Detti detta Anne nel 1918.
Si tratta di ventitré opere, tra cui molti ritratti dell’artista e della sua famiglia e varie ricostruzioni storiche, che si rifanno a Van Dyck e Rembrandt.